# Maple Valley, Wisconsin
Maple Valley là một thị trấn thuộc quận Oconto, tiểu bang Wisconsin, Hoa Kỳ. Năm 2010, dân số của thị trấn này là 641 người.